# Funabashi Arena
Funabashi Arena (jap. 船橋アリーナ Funabashi Arīna) – hala widowiskowo-sportowa w Funabashi, w Japonii. 
Hala została otwarta w 1993 roku. Może pomieścić 4368 widzów. Swoje spotkania rozgrywają na niej koszykarze drużyny Chiba Jets Funabashi.
W 2021 roku obiekt był jedną z aren siatkarskich mistrzostw Azji.